# Função homogênea

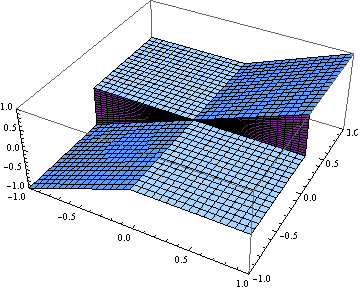
Uma função homogénea não é necessariamente contínua, como mostrado por este exemplo. Esta função f é definida por:
se ou
se.
Esta função é homogénea de grau 1, i.e. para quaisquer números reais. É descontínua em.

Uma função {\displaystyle f(\mathbf {x} )} diz-se homogênea (português brasileiro) ou homogénea (português europeu) de grau {\displaystyle k} se:
{\displaystyle f\left(t\mathbf {x} \right)=t^{k}f\left(\mathbf {x} \right)} 
quando {\displaystyle \mathbf {x} } e {\displaystyle t\mathbf {x} } pertencem ao domínio de {\displaystyle f(\mathbf {x} )}.
Ou seja, uma função homogênea é aquela que, se sofrer transformação em suas variáveis, resulta em uma outra função que é proporcional à função original.
O conceito de função homogênea é essencial no tratamento da Análise Dimensional. Além disso, é fundamental em física. De acordo com o teorema da homogeneidade, também conhecido como teorema de Vaschy-Buckingam, em toda a expressão, equação ou fórmula física, as dimensões de todos os seus termos devem ser idênticas (equação homogênea).

## Exemplos
- {\displaystyle f\left(x,y\right)=x^{2}+y^{2}} é uma função homogênea de grau 2, pois, se multiplicarmos as variáveis por uma constante t, obteremos:

{\displaystyle f\left(tx,ty\right)=(tx)^{2}+(ty)^{2}=t^{2}x^{2}+t^{2}y^{2}=t^{2}(x^{2}+y^{2})=t^{2}f\left(x,y\right)}
- {\displaystyle f\left(x,y\right)={\frac {x^{2}}{y^{2}}}} é uma função homogênea de grau 0, pois, se multiplicarmos as variáveis por uma constante t,  obteremos:

{\displaystyle f\left(tx,ty\right)={\frac {(tx)^{2}}{(ty)^{2}}}} {\displaystyle ={\frac {t^{2}x^{2}}{t^{2}y^{2}}}=t^{0}\times {\frac {x^{2}}{y^{2}}}=t^{0}f\left(x,y\right)=f\left(x,y\right)}

## Propriedades
Uma função homogênea algébrica u de duas variáveis (x,y) pode ser escrita como {\displaystyle u=x^{k}\phi ({\frac {y}{x}})\,} 
Analogamente, para uma função de várias variáveis (x, y, z, ...) pode-se mostrar que {\displaystyle u=x^{k}\phi ({\frac {y}{x}},{\frac {z}{x}},\ldots )\,} 

## Derivadas de funções homogêneas
Se {\displaystyle f\left(x_{1},x_{2},...,x_{n}\right)} é homogênea de grau {\displaystyle k}, então, para qualquer n, a função de derivada parcial {\displaystyle {\frac {\partial f\left(x_{1},x_{2},...,x_{n}\right)}{\partial x_{n}}}}, se existir, é homogênea de grau {\displaystyle (k-1)} 

## Identidade de Euler
A identidade de Euler aplicada às funções homogêneas dita o seguinte.
Seja {\displaystyle f(x_{1},x_{2},x_{3},...,x_{m})} uma função homogénea de grau {\displaystyle n}, então verifica-se a seguinte igualdade:

{\displaystyle x_{1}{\partial f \over \partial x_{1}}+x_{2}{\partial f \over \partial x_{2}}+x_{3}{\partial f \over \partial x_{3}}+...+x_{m}{\partial f \over \partial x_{m}}=n\cdot f}

### Exemplo
{\displaystyle f(x,y)=x^{2}+y^{2}} é homogénea de grau  {\displaystyle n=2}. Então
{\displaystyle x{\partial f \over \partial x}+y{\partial f \over \partial y}=x(2x)+y(2y)=2(x^{2}+y^{2})=2\cdot f(x,y)}